# Cressy-sur-Somme
Pour les articles homonymes, voir Cressy.
Cressy-sur-Somme est une commune française située dans le département de Saône-et-Loire, en région Bourgogne-Franche-Comté.

## Géographie
Cressy-sur-Somme fait partie du Bourbonnais.

### Climat
Pour des articles plus généraux, voir Climat de la Bourgogne-Franche-Comté et Climat de Saône-et-Loire.
En 2010, le climat de la commune est de type climat océanique dégradé des plaines du Centre et du Nord, selon une étude du Centre national de la recherche scientifique s'appuyant sur une série de données couvrant la période 1971-2000. En 2020, Météo-France publie une typologie des climats de la France métropolitaine dans laquelle la commune est exposée à un climat océanique altéré et est dans la région climatique Centre et contreforts nord du Massif Central, caractérisée par un air sec en été et un bon ensoleillement.
Pour la période 1971-2000, la température annuelle moyenne est de 10,7 °C, avec une amplitude thermique annuelle de 16,6 °C. Le cumul annuel moyen de précipitations est de 936 mm, avec 12,8 jours de précipitations en janvier et 7,6 jours en juillet. Pour la période 1991-2020, la température moyenne annuelle observée sur la station météorologique installée sur la commune est de 12,0 °C et le cumul annuel moyen de précipitations est de 915,9 mm. 
La température maximale relevée sur cette station est de 41,1 °C, atteinte le 24 juillet 2019 ; la température minimale est de −22 °C, atteinte le 16 janvier 1985,,.
| Mois                                  | jan.           | fév.            | mars          | avril         | mai           | juin          | jui.          | août          | sep.          | oct.            | nov.          | déc.            | année     |
| ------------------------------------- | -------------- | --------------- | ------------- | ------------- | ------------- | ------------- | ------------- | ------------- | ------------- | --------------- | ------------- | --------------- | --------- |
| Température minimale moyenne (°C)     | 1,2            | 1,1             | 3,5           | 5,6           | 9,1           | 12,5          | 14,3          | 14,3          | 10,9          | 8,4             | 4,4           | 1,9             | 7,3       |
| Température moyenne (°C)              | 4,1            | 4,8             | 8,2           | 11            | 14,7          | 18,4          | 20,6          | 20,6          | 16,5          | 12,7            | 7,7           | 4,7             | 12        |
| Température maximale moyenne (°C)     | 6,9            | 8,4             | 13            | 16,4          | 20,3          | 24,3          | 26,8          | 26,8          | 22,2          | 17              | 10,9          | 7,4             | 16,7      |
| Record de froid (°C) date du record   | −22 16.01.1985 | −14,5 12.02.12  | −13 01.03.05  | −5,5 08.04.03 | −0,9 06.05.19 | 3 04.06.01    | 6 04.07.1984  | 3 31.08.1986  | 0,5 29.09.08  | −6,5 30.10.1997 | −9 22.11.1998 | −13,5 26.12.10  | −22 1985  |
| Record de chaleur (°C) date du record | 18 10.01.1991  | 21,5 24.02.1990 | 24,5 24.03.01 | 28,7 20.04.18 | 32,5 25.05.09 | 40,2 27.06.19 | 41,1 24.07.19 | 40,5 12.08.03 | 35,7 14.09.20 | 30,5 03.10.1985 | 23 07.11.15   | 18,5 16.12.1989 | 41,1 2019 |
| Précipitations (mm)                   | 76,7           | 63,2            | 62,7          | 71,7          | 87,9          | 71,8          | 69            | 70,9          | 70,6          | 85,6            | 99,1          | 86,7            | 915,9     |

| Diagramme climatique                                  |            |           |             |             |              |            |              |              |           |             |            |
| J                                                     | F          | M         | A           | M           | J            | J          | A            | S            | O         | N           | D          |
| 6,91,276,7                                            | 8,41,163,2 | 133,562,7 | 16,45,671,7 | 20,39,187,9 | 24,312,571,8 | 26,814,369 | 26,814,370,9 | 22,210,970,6 | 178,485,6 | 10,94,499,1 | 7,41,986,7 |
| Moyennes : • Temp. maxi et mini °C • Précipitation mm |            |           |             |             |              |            |              |              |           |             |            |

Les paramètres climatiques de la commune ont été estimés pour le milieu du siècle (2041-2070) selon différents scénarios d'émission de gaz à effet de serre à partir des nouvelles projections climatiques de référence DRIAS-2020. Ils sont consultables sur un site dédié publié par Météo-France en novembre 2022.

## Urbanisme

### Typologie
Au 1er janvier 2024, Cressy-sur-Somme est catégorisée commune rurale à habitat très dispersé, selon la nouvelle grille communale de densité à sept niveaux définie par l'Insee en 2022.
Elle est située hors unité urbaine. Par ailleurs la commune fait partie de l'aire d'attraction de Bourbon-Lancy, dont elle est une commune de la couronne,. Cette aire, qui regroupe 12 communes, est catégorisée dans les aires de moins de 50 000 habitants,.

### Occupation des sols
L'occupation des sols de la commune, telle qu'elle ressort de la base de données européenne d’occupation biophysique des sols Corine Land Cover (CLC), est marquée par l'importance des territoires agricoles (81,2 % en 2018), en diminution par rapport à 1990 (82,2 %). La répartition détaillée en 2018 est la suivante : prairies (57,4 %), zones agricoles hétérogènes (18,6 %), forêts (16,7 %), terres arables (5,2 %), mines, décharges et chantiers (1 %), zones urbanisées (0,9 %), milieux à végétation arbustive et/ou herbacée (0,2 %). L'évolution de l’occupation des sols de la commune et de ses infrastructures peut être observée sur les différentes représentations cartographiques du territoire : la carte de Cassini (XVIIIe siècle), la carte d'état-major (1820-1866) et les cartes ou photos aériennes de l'IGN pour la période actuelle (1950 à aujourd'hui).

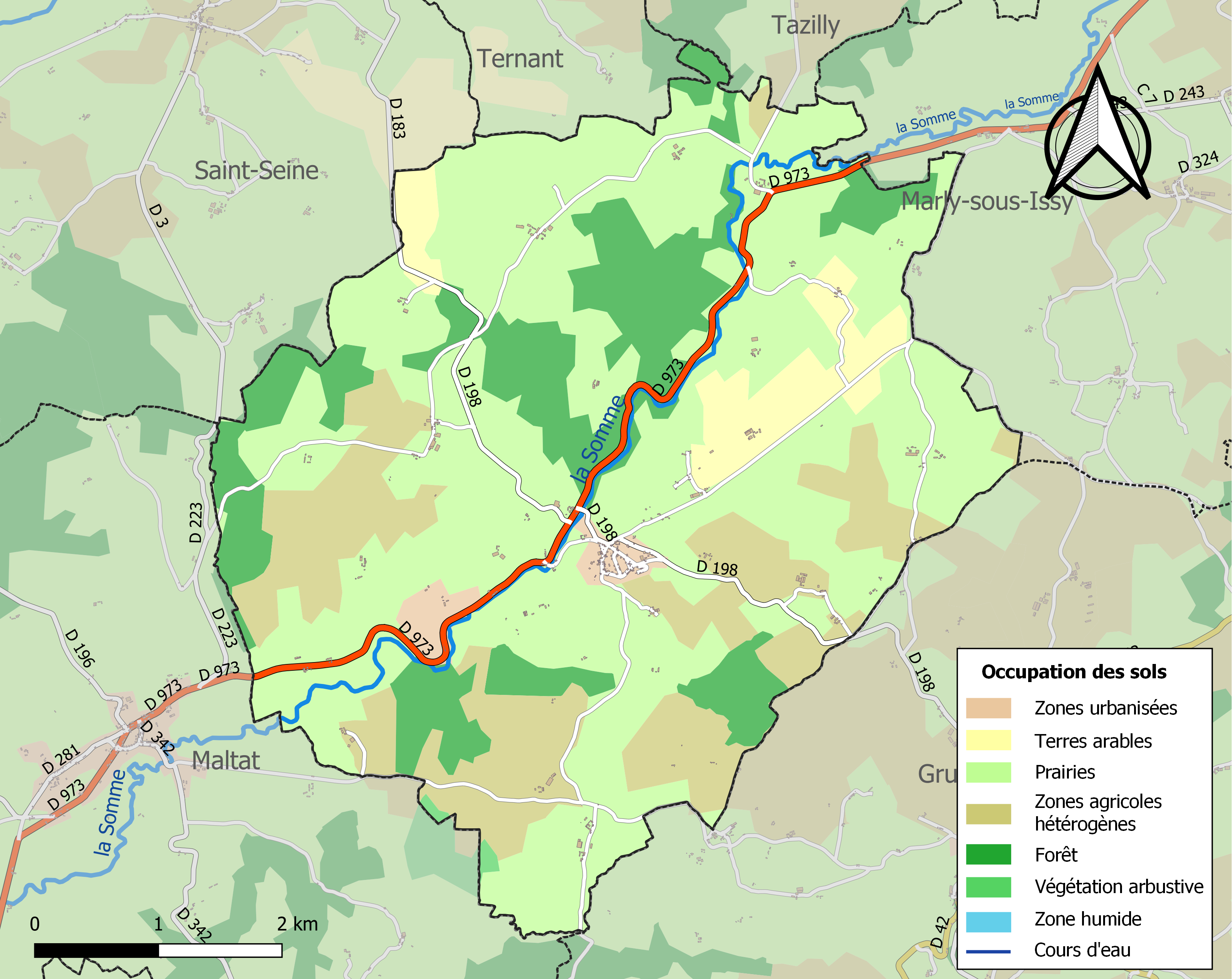
Carte des infrastructures et de l'occupation des sols de la commune en 2018 (CLC).

## Politique et administration
| Période                                  | Période   | Identité           | Étiquette | Qualité |
| ---------------------------------------- | --------- | ------------------ | --------- | ------- |
| mars 2001                                | mars 2008 | Mireille Lacombre  |           |         |
| mars 2008                                | mars 2014 | François Chandioux |           |         |
| mars 2014                                | en cours  | Jean-Pierre Raulo  |           |         |
| Les données manquantes sont à compléter. |           |                    |           |         |

## Population et société

### Démographie
L'évolution du nombre d'habitants est connue à travers les recensements de la population effectués dans la commune depuis 1793. Pour les communes de moins de 10 000 habitants, une enquête de recensement portant sur toute la population est réalisée tous les cinq ans, les populations de référence des années intermédiaires étant quant à elles estimées par interpolation ou extrapolation. Pour la commune, le premier recensement exhaustif entrant dans le cadre du nouveau dispositif a été réalisé en 2008.

En 2022, la commune comptait 174 habitants, en évolution de −7,45 % par rapport à 2016 (Saône-et-Loire : −1,06 %, France hors Mayotte : +2,11 %).
| 1793 | 1800 | 1806 | 1821 | 1831 | 1836 | 1841 | 1846 | 1851 |
| ---- | ---- | ---- | ---- | ---- | ---- | ---- | ---- | ---- |
| 500  | 606  | 735  | 604  | 603  | 692  | 721  | 778  | 737  |

| 1856 | 1861 | 1866 | 1872 | 1876 | 1881 | 1886 | 1891 | 1896 |
| ---- | ---- | ---- | ---- | ---- | ---- | ---- | ---- | ---- |
| 686  | 679  | 679  | 700  | 675  | 678  | 675  | 683  | 689  |

| 1901 | 1906 | 1911 | 1921 | 1926 | 1931 | 1936 | 1946 | 1954 |
| ---- | ---- | ---- | ---- | ---- | ---- | ---- | ---- | ---- |
| 665  | 644  | 621  | 516  | 519  | 490  | 469  | 451  | 431  |

| 1962 | 1968 | 1975 | 1982 | 1990 | 1999 | 2006 | 2008 | 2013 |
| ---- | ---- | ---- | ---- | ---- | ---- | ---- | ---- | ---- |
| 381  | 386  | 295  | 286  | 234  | 211  | 227  | 232  | 195  |

| 2018 | 2022 | - | - | - | - | - | - | - |
| ---- | ---- | - | - | - | - | - | - | - |
| 184  | 174  | - | - | - | - | - | - | - |

## Culte
Cressy-sur-Somme relève de la paroisse Saint-Jean l'Évangéliste des communautés bourbonniennes, qui regroupe dix villages et dont le siège se trouve à Bourbon-Lancy.

## Vie locale

### Manifestations culturelles et festivités
- Fête patronale : Saint-Martin.

## Culture locale et patrimoine

### Lieux et monuments
- L'église Saint-Martin, en partie romane, qui date du XIIe siècle, et dont la nef a été reconstruite au XIXe siècle. Le chœur en berceau brisé d'une travée droite, prolongé à l'est par une abside semi-circulaire moins large, constitue la partie romane de l'édifice. La base des murs de l'hémicycle du chevet, creusée de baies en plein cintre, pourrait dater de l'époque préromane. Le croisillon sud du transept saillant, supportant le clocher, date de la période gothique. La nef a été reconstruite entre 1868 et 1870 sur les plans de l'architecte mâconnais André Berthier. Elle est composée de quatre travées, éclairée par des fenêtres en plein cintre, voûtée de compartiments d'arêtes séparés par des doubleaux arrêtés sur consoles. Sont notamment à remarquer dans l'église, à l'intérieur de la chapelle nord (chapelle construite par le donateur, Jean Chambard, curé-prieur et seigneur de Cressy de 1493 à 1506), plusieurs vitraux du XVe siècle. Le premier est un vitrail daté 1493-1506, classé au titre des Monuments historiques en 1922, représentant la Vierge Marie avec l'Enfant Jésus et saint Jean l'Évangéliste ; le donateur est agenouillé et saint Jean est représenté tenant une coupe empoisonnée d'où sort un dragon (c'est une allusion à sa mise à l'épreuve par le grand prêtre du temple de Diane à Éphèse, où la coupe de poison ne l'empoisonna pas, comme le rapporte la Légende dorée de Jacques de Voragine). Ce vitrail a été restauré dans sa partie inférieure. Le second vitrail, d’Amédée Bergès (1888), est celui de saint Martin, en évêque, bénissant. En 2015, ces deux vitraux du XVe siècle ont été bénis par le père François-Marie de Reinès[16].

### Héraldique
Blasonnement : parti, au premier d'azur à quatre fasces ondées d'argent, au second d'argent à la crosse de sable.
L'onde représente la rivière de la Somme, la crosse le droit du curé de la paroisse à porter la crosse, à certaines occasions, d'après le concile d'Autun tenu sous saint Léger, en 666 (selon Courtépée, Description du duché de Bourgogne).

## Pour approfondir